# Simone Wildhaber-Creux
Simone Wildhaber-Creux (* 26. Juni 1939 in Château-d’Oex als Simone Anne Marie Creux; † 17. Dezember 1994; heimatberechtigt in Lausanne und Basel) war eine Schweizer Managerin und Akademikerin.

## Leben
1966 dissertierte Dr. rer publ. Simone Wildhaber-Creux zu „Wachstum und Strukturwandel in der israelischen Wirtschaft“ an der philosophisch-historischen Fakultät der Universität Basel.
Von 1974 bis 1977 war Simone Wildhaber-Creux Präsidentin des Schweizerischen Verbands der Akademikerinnen, dem schweizerischen Verband der International Federation of University Women.
1982 übernahm Simone Wildhaber-Creux das Präsidium des Schweizerischen Bunds der Migros-Genossenschafterinnen. Ihr Ziel war es, die Ideen der Migros weiterzugeben, mit den regionalen Migros-Genossenschaften in Konsumentenfragen zusammenzuarbeiten, das Verständnis für wirtschaftliche, rechtliche und gesellschaftspolitische Zusammenhänge zu fördern und die Allgemeinbildung der Mitglieder zu unterstützen. Im Sommer 1992 setzte sich Wildhaber-Creux für einen Schweizer Beitritt zum EWR ein, den das Schweizer Volk am 6. Dezember 1992 ablehnte. 1994 übergab Simone Wildhaber-Creux das Zentralpräsidium nach zwölfjähriger Amtszeit an der 37. Delegiertenversammlung in Lenzburg an Doris Portmann-Gilomen.
Simone Wildhaber-Creux war auch Vorstandsmitglied des Migros-Genossenschafts-Bunds.

## Privatleben
Am 20. August 1963 heiratete sie den Völkerrechtler und Hochschullehrer Luzius Wildhaber. Zusammen hatten sie zwei Töchter, Anne Wildhaber (* 1968) und Isabelle Wildhaber (* 1973). Sie lebte in Oberwil BL.